# ネック・ロード駅
ネック・ロード駅（英: Neck Road）はブルックリン区ホームクレストのグレーブセンド・ネック・ロードと東16丁目交差点西側に位置するニューヨーク市地下鉄BMTブライトン線の駅である。Q系統が終日停車する。

## 駅構造
| P ホーム階 | 相対式ホーム、右側ドアが開く | 相対式ホーム、右側ドアが開く                                                     |
| P ホーム階 | 北行緩行線                   | ← 96丁目駅行き（アベニューU駅）                                                  |
| P ホーム階 | 北行急行線                   | ← 平日：通過                                                                     |
| P ホーム階 | 南行急行線                   | → 平日：通過 →                                                                   |
| P ホーム階 | 南行緩行線                   | → コニー・アイランド-スティルウェル・アベニュー駅行き（シープスヘッド・ベイ駅）→ |
| P ホーム階 | 相対式ホーム、右側ドアが開く |                                                                                  |
| G          | 地上階                       | 出入口                                                                           |
| G          | 駅舎                         | 改札口、駅員詰所、メトロカード自動券売機                                         |

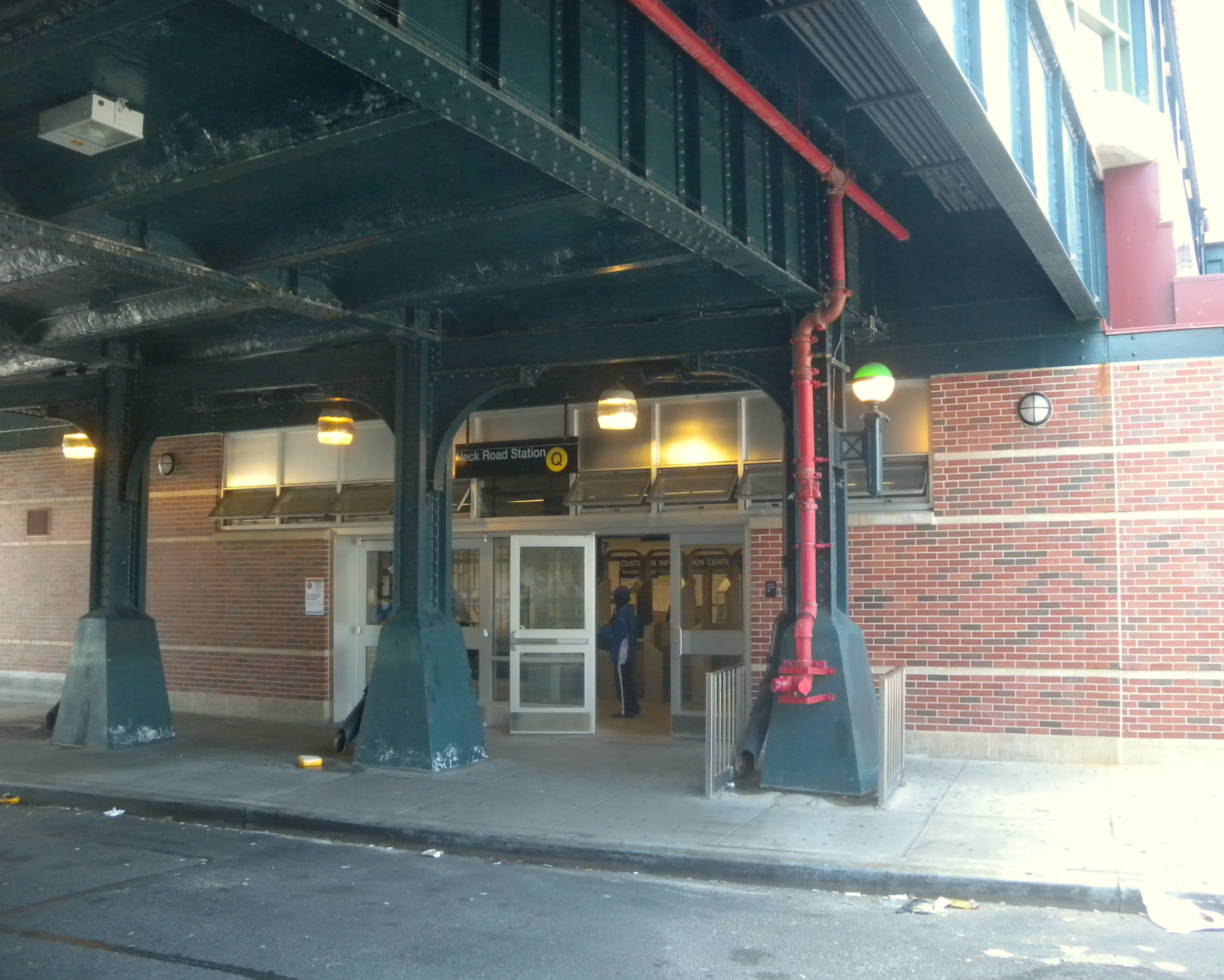
入口

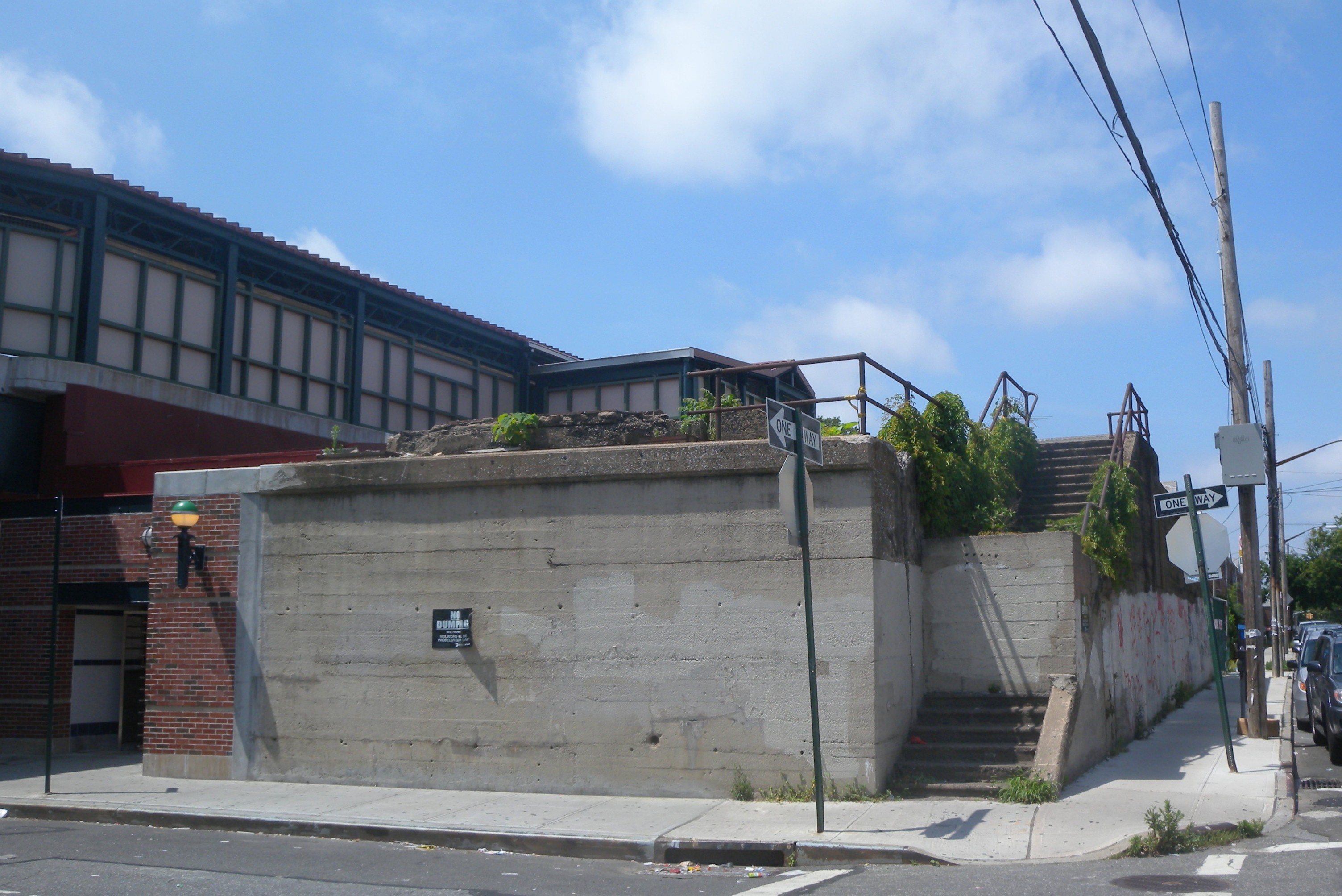
ロングアイランド鉄道の駅の跡

相対式ホーム2面4線の盛土駅である。急行線にホームはなく、平日に運転されるB系統はここを通過している。
駅は廃止されたロングアイランド鉄道マンハッタン・ビーチ支線の同名の駅の最寄り駅となっている。この跡として特に目立っているのは階段で、通りからロングアイランド鉄道の駅があった場所まで上ることができる（現在は封鎖されている）。 
駅は2008年12月から2010年1月にかけて改装工事を行った。その後、2011年にはMary Temple制作のアートワーク『West Wall, East Light, Morning』が設置された。

### 出口
駅舎は線路下にあり、グレーブセンド・ネック・ロード北側に接続している。
このほか、各ホームから直接歩道へ行くことができる改札もあるが、南行ホームのものは出口専用となっている。

## 大衆文化にて
1993年の映画『ブロンクス物語』で駅が登場する。